# Shuangtaizi
Shuangtaizi är ett stadsdistrikt i Panjin i Liaoning-provinsen i nordöstra Kina.